# Margaret Mead
Margaret Mead, född 16 december 1901 i Philadelphia, Pennsylvania, död 15 november 1978 i New York, New York, var en amerikansk socialantropolog. Under en period var hon gift med antropologen Gregory Bateson. Hon blev främst känd för sina studier av kultur och personlighet, barns socialisation, genus och ”tillämpad antropologi”, alltså hur antropologiska insikter kan komma till praktisk nytta. Hon inspirerade många med sin entusiasm men blev också kritiserad för att ha gett en felaktig eller alltför förenklad bild av de samhällen hon studerade.

## Biografi
Margaret Mead föddes 1901 i Philadelphia. Redan som barn kom hon i nära kontakt med samhällsforskning. Hennes föräldrar var akademiker, modern Emily Fogg inom sociologi och fadern Edward Sherwood Mead inom ekonomi. Moderns forskning rörde italienska immigranter och Margaret Mead fick följa med henne i fältarbetet. Modern var feminist och arbetade för kvinnlig rösträtt och inpräntade i dottern alla människors lika värde oavsett ras och nationalitet. Mormodern, Martha Ramsey, var lärare och betydde mycket för Mead genom hela uppväxten, inte minst gav hon henne ett okuvligt självförtroende. Hon gav barnbarnet ”forskningsuppgifter”, bland annat att studera och notera sina syskons olika personlighetsdrag och sätt att tala.
Redan som barn hade Mead en stark egen vilja. Hennes föräldrar var agnostiker med bakgrund i kväkarrörelsen, men som elvaåring valde hon själv att gå med i den anglikanska Episkopalkyrkan. Hon förblev medlem och behöll sin tro livet ut. 1923 gifte hon sig med Luther C. Cressman som var präst i kyrkan. Paret skildes 1928. Mead hade då också haft en kort affär med antropologen och lingvisten Edward Sapir.
Margaret Mead tog 1923 kandidatexamen (B.A.) i psykologi vid Barnard College, ett college enbart för kvinnor knutet till Columbia University i New York och 1925 masterexamen (M.A.) i ämnet vid Columbia University. Vid Columbia blev hon mycket starkt påverkad av antropologerna Franz Boas och dennes elev Ruth Benedict och deras kulturrelativistiska synsätt.
1925 tillträdde Margaret Mead en befattning vid Hawaiis största museum, Bernice Pauahi Museum. I tjänsten reste hon till Samoa med syftet att pröva Franz Boas tes att en tonårings beteende var mer kulturellt betingat än biologiskt. Nio månaders fältstudier redovisades 1928 i Coming of age in Samoa. Boken gjorde henne omedelbart berömd. Hennes sätt att berätta och bokens ämne gjorde den tillgänglig för både lekmän och forskare. Hon menade att hon kunnat visa att tonåren inte behövde vara krisartade, att biologin inte determinerar hur en människa utvecklas i ungdomen utan att detta i hög grad beror på den kultur hon växer upp i. Hon berättade om ett samhälle som i mycket skiljde sig från det amerikanska, inte minst hade ungdomen på Samoa en friare och mera avspänd syn på sexualitet. Depressioner, självmord och brottslighet var också mindre vanliga på Samoa.
Efter hemkomsten från Samoa 1926 blev Margaret Mead intendent vid American Museum of Natural History i New York. Hon förblev knuten till museet fram till sin död. Mead tog sin doktorsexamen i antropologi vid Columbia University 1929. På 1920- och 1930-talen gjorde hon tillsammans med sin andre make Reo Fortune och sin tredje make Gregory Bateson omfattande fältstudier på Nya Guinea, på ön Manus norr om Nya Guinea, på Bali och bland indianer i Nebraska. 
Sex and temperament in three primitive societies, 1935 (svensk titel Kvinnligt, manligt, mänskligt, 1948), bygger på fältarbete bland Arapesh-, Mundugumor- och Tchambali-folken på Nya Guinea. Den är baserad på Benedicts teorier om hur beteendet präglas av kulturen och, till en mindre grad, på Carl G. Jungs personlighetstypologi. De tre studerade samhällena, hävdar Mead, har ”valt” olika personlighet. I en grupp är män och kvinnor fredliga, i en annan är män och kvinnor aggressiva och i den tredje gruppen är könsrollerna motsatta de som är vanliga i Förenta staterna. Kvinnorna är alltså ”maskulina” och männen ”feminina”. Meads slutsats blir att maskulinitet och femininitet inte är biologiskt givna utan sociala konstruktioner. Hon poängterade också att mångfald inom ett samhälle är något positivt som ska uppmuntras. Boken publicerades i en tid och i ett sammanhang när totalitära och rasistiska regimer växte sig starka och kan ses som ett inlägg mot denna utveckling.
Mead var gift med den brittiske antropologen Gregory Bateson mellan 1936 och 1950. De fick 1939 dottern Mary Catherine Bateson som själv blev antropolog. Makarna gjorde ett gemensamt fältarbete på Nya Guinea och Bali 1936–1939 och tog starka intryck av varandras arbete. Syftet med arbetet var att finna samband mellan barndom och större kulturella mönster. Mead hade blivit kritiserad för att vara alltför ”impressionistisk”. Under expeditionen 1936–1939 vinnlade paret sig om att vara vetenskapligt rigorösa. De dokumenterade arbetet med mängder av foton och filmer så att andra skulle kunna undersöka deras arbetsmetoder och slutsatser. Mead studerade dans, ritualer, transtillstånd, bildkonst och barnuppfostran. Bateson ägnade sig åt mer övergripande problem och åt antropologisk metodologi. Meads systematiska användande av film inspirerade andra antropologer till efterföljd.
Efter Andra världskriget blev Margaret Mead allt mer engagerad i de aktuella samhällsfrågorna. Hon uttalade sig i press, radio och tv i en mängd olika frågor (”allt mellan kärnfamiljen och kärnvapenkriget”) och såg antropologin som en vetenskap som borde användas för att förbättra människans villkor i den utvecklade delen av världen (men antropologiskt fältarbete i ”primitiva” kulturer skulle inte användas för att ”förbättra” dessa). Hon ombads att vara ordförande i kommittéer, tala vid konferenser och organisera forskningsprojekt.
I boken Male and female (1949) nyanserade hon sin syn på manligt och kvinnligt och menade att även biologiskt betingade skillnader borde utforskas. Den ledande amerikanska feministen Betty Friedan kritiserade henne på 1960-talet för denna omsvängning som Friedan ansåg motverkade kvinnornas frigörelse. Mead kvarstår ändå som en av de viktigaste tidiga företrädarna för en socialkonstruktivistisk syn på genus.
Margaret Mead avled 1978.

## Utmärkelser
1979 tilldelades hon postumt den främsta civila utmärkelsen i USA, Presidentens frihetsmedalj.
Nedslagskratern Mead på planeten Venus är uppkallad efter henne.

## Kritik
Med sina båda böcker Coming of age in Samoa (1928) och Growing up in New Guinea (1930), som behandlade den tidiga barndomen, blev Margaret Mead känd för amerikanska allmänheten som den främsta auktoriteten inom ämnet kulturantropologi. Som kvinna hade hon studerat kvinnor och barn på ett sätt som varit stängt för manliga forskare. Hon fick dock kritik från sina akademiska kolleger för att ha dragit alltför långtgående slutsatser av sina observationer. Man menade också att hon hade haft sin tes färdig innan hon började sitt fältarbete och enbart sett sådant som styrkte teorin. Om boken Sex and temperament in three primitive societies (1935), på svenska Kvinnligt, manligt, mänskligt (1948), säger den svenska antropologen Anita Jakobsson-Widding: ”Jag brukar använda den boken i min undervisning som exempel på argumentation byggd på otillräckliga fakta. Det är omöjligt att kontrollera Margaret Meads uppgifter. Det är därför svårt att värdera hennes argument”. Ett svar på kritiken blev Meads och Batesons mycket omfattande dokumentation under expeditionen 1936–1939.
Några år efter Meads död 1978 gav den australienske antropologen Derek Freeman ut Margaret Mead and Samoa (1983). Boken väckte en häftig debatt i medier, en debatt som skulle pågå in på 2000-talet. Freeman hade själv forskat på Samoa 1940 och då funnit ett helt annat samhälle än det som Mead hade beskrivit, ett samhälle drabbat av våldtäkter, svartsjuka, sexuella tabun och självmord. Alltså ett samhälle som liknade många andra. Han menade att Mead hade blivit förd bakom ljuset av sina informanter. Även Freeman blev kritiserad. Han sades ha läst in saker i Meads text som inte hade stått där. Diskussionen kring Freemans bok fick inte någon större betydelse i den akademiska världen. Mead var antropologins stora affischnamn för den amerikanska allmänheten på grund av sitt populärvetenskapliga sätt att skriva men enligt Ulf Hannerz, professor i antropologi, hade hennes fältarbete och resultat länge kritiserats.

## Personen Margaret Mead
Margaret Mead väckte känslor. Hon var intelligent, dominant och energisk. Hon beskrevs som framfusig, stingslig och egocentrisk men också som varm, vänlig och generös. Hon var gift tre gånger och hade såväl manliga som kvinnliga erotiska partners. Mead hade ett nära samarbets- och vänskapsförhållande med antropologen Ruth Benedict. Hon hade haft den fjorton är äldre Benedict som lärare på Columbia University och båda var starkt influerade av Franz Boas.

### På svenska
- 1948 – Mead, Margaret. Kvinnligt, manligt, mänskligt: en undersökning av tre primitiva samhällen. Stockholm: Tiden. Libris 1195003
- 1970 – Mead, Margaret. Kultur och engagemang: en studie av generationsklyftan. Översättning: Roland Adlerberth. Stockholm: Rabén & Sjögren. Libris 470801